# 1961
Évszázadok: 19. század – 20. század – 21. század
Évtizedek: 1910-es évek – 1920-as évek – 1930-as évek – 1940-es évek – 1950-es évek – 1960-as évek – 1970-es évek – 1980-as évek – 1990-es évek – 2000-es évek – 2010-es évek
Évek: 1956 – 1957 – 1958 – 1959 –  1960 – 1961 – 1962 – 1963 – 1964 – 1965 – 1966

## Események

### Január
- január 1. – Kísérlet a jugoszláv pénz- és gazdasági reformra.[1]
- január 3. – Az USA megszakítja a diplomáciai kapcsolatokat Kubával.[2]
- január 16. – 21 év után visszatérnek Kanadából Krakkóba, a királyi várba a Wawel híres kincsei, köztük számos világhírű gobelin.[3]
- január 17. – Patrice Lumumba meggyilkolása.
- január 20. – John Fitzgerald Kennedy az USA elnöke.
- január 22. – Nem sokkal azt követően, hogy a karib-tengeri Curaçao kikötőjét elhagyja a portugál zászló alatt hajózó Santa Maria óceánjáró, egy huszonnégy, vegyesen spanyol, illetve portugál származású tagokból álló, magát Ibér Forradalmi Felszabadítási Bizottságnak nevező csoport eltéríti, a portugál Salazar, valamint a spanyol Franco vezette diktatúrának elleni tiltakozás gyanánt.[4][5]
- január 22–február 7. – Czinege Lajos altábornagy, honvédelmi miniszter vezetésével magyar delegáció tárgyal Moszkvában.[6]

### Február
- február 12. – A Jugoszláv Kommunisták Szövetségének (JKSZ) Elnöksége és a Központi Bizottság (KB) kibővített ülése, amelyen visszautasítják a kommunista és a munkáspártok Jugoszláviát elítélő nyilatkozatát.[1]
- február 15–16. – Andrej Grecsko marsall, az Egyesített Fegyveres Erők főparancsnoka Budapesten tárgyal.
- február 16. – A szejm elfogadja a lengyel nemzet gazdasági fejlődését előirányzó 5 éves tervet (1961–65).[3]

### Március
- március 1. – A csehszlovák népszámlálási adatok szerint az ország lakossága 13 745 577 fő, melyből 518 782 fő vallja magát magyarnak.[7]
- március 21. – A román Nagy Nemzetgyűlés a munkáspárt első titkárát, Gheorghe Gheorghiu-Dejt választja meg az újonnan létrehozott Államtanács elnökévé, míg Ion Maurer a kormányfői posztot kapja.[8]
- március 28–29. – A Varsói Szerződés Politikai Tanácsadó Testületének moszkvai ülése, melyen a magyar delegációt Kádár János és Münnich Ferenc vezeti.

### Április
- április 4. – A Tóth Lajos vezérőrnagy, megbízott vezérkari főnök vezényelte katonai díszszemlén első alkalommal mutatják be a honvédség új légvédelmi rakétáit és a MiG–19 PM szuperszonikus vadászrepülőgép-raj 3 repülőgépét.
- április 15. – Az amerikai légierő bombázza Havannát.
- április 16. – A nemzetgyűlési és nemzeti tanácsi választások Lengyelországban, melyen a választók 98,34%-a a Lengyel Nemzeti Egységfront jelöltjeire szavaz.[3]
- április 17–20. – Sikertelenül végződik a kubai emigránsok partraszállási kísérlete a Disznó-öbölben, hogy megdöntsék Fidel Castro hatalmát Kubán.[2]
- április 21. – A holland Dirk Stikker követi Paul-Henri Spaakot a NATO főtitkári beosztásban.[9]
- április 22. – Az Algériában élő francia ultrák által létrehozott ún. Titkos Hadsereg Szervezete (OAS) vezetői – Maurice Challe, Edmond Jouhaud és Raoul Salan tábornokok – puccsot robbantanak ki, amely azonban április 24-ére megbukik.[10]
- április 27. – Sierra Leone függetlenné válik.

### Május
- május 5. – Faji zavargások Alabama fővárosában, Montgomery-ben.
- május 15–18. – Lengyelországban az újonnan megválasztott szejm első ülésén megerősíti tisztségében a nemzetgyűlés elnökét, Czesław Wycechet és az államtanács elnökét, Aleksander Zawadzkit.[3]
- május 16. – A hadsereg vezetésével Park Chung-hee megszerzi a hatalmat Dél-Koreában.
- május 19. – Harckészültségi szolgálatba helyezik az 1. honi légvédelmi rakétaezredet.
- május 20.–június 13. – Francia-algériai tárgyalások Évian-les-Bainsban.

### Június
- június 3–4. – John Kennedy amerikai elnök és Nyikita Hruscsov, az SZKP első titkára, a Szovjetunió Minisztertanácsának elnöke Bécsben tárgyal a világpolitikai helyzetről és a két ország kapcsolatáról.
- június 11–12. – A tűz éjszakája Dél-Tirolban. (A robbantásos merényletekben helyi szeparatisták tönkreteszik a térség villamoshálózatát.)
- június 21–22. – A Csehszlovákia Kommunista Pártja (CSKP) Központi Bizottsága ülésén elhatározzák, hogy 1970-ig a mezőgazdasági termelést az ipari termelés színvonalára emelik.[7]
- június 23. – Életbe lép az Antarktisz-egyezmény, amely kikötötte a kontinens semlegességét.

### Július
- július 1. – Veszprémben megalakul az 1. honi légvédelmi hadosztály-parancsnokság.
- július 4. – A K-19 atommeghajtású tengeralattjáró balesete.
- július 21–22. – Czinege Lajos honvédelmi miniszter – Ugrai Ferenc vezérkari főnök és Soós Sándor ezredes, szervezési és mozgósítási csoportfőnök kíséretében – Moszkvában tárgyal.

### Augusztus
- augusztus 3. – Felállításra kerül az 5. összfegyvernemi hadsereg-parancsnokság, a 11. harckocsi-, a 15. gépkocsizó lövész-, valamint az 1. honi légvédelmi hadosztály, a Repülő-műszaki Tiszti Iskola, illetve a HM Anyagi-Technikai Főcsoportfőnökség.
- augusztus 13. – Megkezdődik a berlini fal építése.[11]
- augusztus 20. – Megnyilik az Ifjusági Művelődési Park (Ifipark)[12]
- augusztus 26. – Utolsóként kivégzettek az 1956-os forradalommal kapcsolatban:[13] Kovács Lajos, Hámori István és Nickelsburg László.[14]

### Szeptember
- szeptember 1–6. – Az el nem kötelezett mozgalom első csúcsértekezlete Belgrádban, 28 ország részvételével.[1]
- szeptember 5. – Az amerikai U–2-es felderítő repülőgépek először készítenek légi felvételeket a Kubába telepített szovjet légvédelmi rakétákról és MiG–21-es vadászgépekről.[2]
- szeptember 13. – Megalakul a második Kádár-kormány.[15]
- szeptember 18. – A Dag Hammarskjöld ENSZ-főtitkárt szállító Albertina nevű DC–6-os repülőgép, közvetlenül a leszállás előtt lezuhan a függetlenné vált, polgárháborús Kongóban. (A szerencsétlenségnek 16 halottja volt.)[16]
- szeptember 18–19. – A csehszlovák nemzetgyűlés törvényt fogad el az állami ellenőrzésről és a nemzetgazdasági nyilvántartásról.[7]
- szeptember 28. – A damaszkuszi katonai felkelés következtében felbomlik az Egyiptom és Szíria részvételével 1958-ban létrehozott Egyesült Arab Köztársaság (EAK), de Egyiptom megtartja ezt az elnevezést egészen 1971-ig.[17]

### Október
- október 5. – Az berlini válság hatására a honvédelmi miniszter – a 0037. számú parancsában – a második szolgálati évüket töltő sorállomány katonai szolgálati idejét határozatlan időre meghosszabbítja.
- október 17–31. – Az Szovjetunió Kommunista Pártja (SZKP) XXII. kongresszusa.[18]
- október 31. – Sztálin holttestét elviszik a Lenin-mauzóleumból.

### November
- november 7. – Konrad Adenauert negyedik alkalommal választják szövetségi kancellárrá.[19]
- november 13. – Josip Broz Tito jugoszláv államfő skopjei beszédében üdvözli az SZKP XXII. kongresszusának antisztálinista határozatait, egyben kijelenti, hogy lehetetlen a megbékélés az albán vezetéssel.[1]

### December
- december 13–15. – Az Észak-atlanti Tanács párizsi miniszteri ülésén a szövetség megerősítette Berlinnel kapcsolatos álláspontját, erőteljesen elítéli a berlini fal felépítését, és jóváhagyja a diplomáciai kapcsolatok újrafelvételét a Szovjetunióval annak megállapítása céljából, hogy találnak-e tárgyalási alapot; továbbá bejelentik egy mozgékony alkalmi erő felállítását.[9]
- december 15. – Hamburgban vízre bocsátják a Cap San Diegót.
- december 27. – Szovjet emlékirat a nyugatnémet kormányhoz a két ország kapcsolatáról.

### Határozatlan dátumú események
- az év folyamán – 
  - Kína és Észak-Korea meg nem támadási szerződést köt.[20]
  - Habsburg Ottó írásban lemond az osztrák trónigényéről. (Magyarországgal kapcsolatban azonban sosem tett ilyen gesztust.)[21]
  - India annektálja Goát és Diut, az utolsó indiai portugál gyarmatokat.[4]

## Az év témái

### 1961 a sportban
- Phil Hill nyeri a Formula–1-es világbajnokságot a Ferrarival.
- Az 1961-es Formula–1 Solitude nagydíj nyertese: a brit Innes Ireland.
- A Budapesti Vasas SC nyeri az NB 1-et. Ez a klub második bajnoki címe.

### 1961 a tudományban
- január 31. – Ham nevű hím csimpánz fellövése az űrbe a Mercury-program keretében
- április 12. – Jurij Gagarin – az akkor 27 éves orosz kozmonauta – a Vosztok–1 űrhajó fedélzetén végrehajtja az első emberes űrrepülést.[22]
- augusztus 6–7. – German Sz. Tyitov őrnagy a Vosztok–2 űrhajó fedélzetén 17-szer megkerüli a Földet.

### 1961 a vasúti közlekedésben
- december 31. – Bezár a Békés–Vésztő vasútvonal.

### 1961 a zenében
- Etta James: At Least
- Ike & Tina Turner: The Soul of Ike & Tina Turner
- Elvis Presley: Something for Everybody
- Frank Sinatra: Sinatra's Swingin' Session!!! / Ring-a-Ding-Ding / Come Swing with Me! / Sinatra Swings / I Remember Tommy

## Születések
- január 8. – Calvin Smith olimpiai- és világbajnok amerikai sprinter, korábbi világcsúcstartó
- január 11. – Eszenyi Enikő Kossuth-díjas magyar színésznő, rendező, színigazgató
- január 25. – Galambos Lajos (Lagzi Lajcsi) magyar énekes, zenész
- február 10. – Alexander Payne amerikai filmrendező, forgatókönyvíró
- február 16. – Andy Taylor, angol gitáros, dalszövegíró, énekes, lemez producer, a Duran Duran gitárosa
- február 17. – Meir Kessler rabbi
- március 14. – Penny Johnson Jerald, amerikai színésznő
- március 21. – Lothar Matthäus német labdarúgó, a magyar válogatott volt szövetségi kapitánya
- március 31. – Mácsai Pál Kossuth-díjas magyar színész, rendező, színigazgató
- április 1. – Susan Boyle brit énekes
- április 3. – Eddie Murphy amerikai színész
- május 6. – George Clooney, amerikai színész
- május 19. – Andrzej Piotr Andrzejewski lengyel repülőtiszt, dandártábornok († 2008)
- május 11. – Bicskey Lukács, magyar színész, rendező és szinkronszínész († 2015)
- május 22. – Faragó Béla zeneszerző
- június 4. – Gyurcsány Ferenc magyar közgazdász, politikus, miniszterelnök
- június 5. – Vincze Lilla magyar énekesnő, szövegíró
- június 9. – Michael J. Fox amerikai színész
- június 17. – Denis Lavant francia színművész
- július 1. – Diana hercegnő Károly walesi herceg, brit trónörökös első felesége († 1997)
- július 8. – Andrew Fletcher, angol zenész, billentyűs (Depeche Mode) († 2022)
- július 15. – Forest Whitaker amerikai színész, producer, rendező
- július 23. – Martin Lee Gore (Martin Lee Gore) brit popzenész, a Depeche Mode tagja
- augusztus 4. – Barack Obama politikus, jogtudós, az USA 44. elnöke
- augusztus 14. – Luisa Fernández, Németországban élő spanyol popénekesnő
- augusztus 22. – Debbi Peterson amerikai zenész, énekesnő
- szeptember 6. – Bánó Iván magyar gazdálkodó, politikus, országgyűlési képviselő (* 1888)
- szeptember 7. – Zubornyák Zoltán, színész, színházi rendező, producer
- szeptember 9. – Szájer József magyar politikus, jogász
- szeptember 13. – Alekszandr Alekszejevics Lukjanyenko, katonatiszt, a Dnyeszter Menti Köztársaság védelmi minisztere
- szeptember 18. – James Gandolfini, amerikai színész, producer († 2013)
- szeptember 30. – Eric Stoltz, amerikai színész
- október 3. – Ludger Stühlmeyer német  kántor és zeneszerző
- október 10. – Martin Kemp, angol színész, rendező, zenész, műsorvezető, Spandau Ballet basszusgitárosa
- október 11. – Amr Dijáb arab énekes
- október 15. – Lengyel Ferenc, magyar színművész, rendező
- október 25. – Chad Smith, a Red Hot Chili Peppers dobosa
- október 28. – Kemény István, költő, író
- november 16. – Scherer Péter, Jászai Mari-díjas magyar színművész
- november 19. – Meg Ryan amerikai színésznő
- november 29. – Tom Sizemore amerikai színész († 2023)
- december 9. – Solymosi-Tari Emőke magyar zenetörténész, zenepedagógus, zenekritikus, szakújságíró

## Halálozások
- január 4. – Erwin Schrödinger Nobel-díjas osztrák fizikus, a kvantummechanika egyik atyja (* 1887)
- január 12. – Hatvany Lajos, a Magyar Tudományos Akadémia tagja (* 1880)
- január 20. – Rupert Rezső ügyvéd, újságíró, országgyűlési képviselő (* 1880)
- február 1. – Csók István festőművész (* 1865)
- február 2. – Takács József szociáldemokrata politikus, földművelésügyi miniszter (* 1884)
- február 25. – Hápka Péter ügyvéd, kárpátaljai autonómiapárti magyar politikus, magyarországi országgyűlési képviselő (* 1885)
- március 23. – Kühnel Márton vállalkozó és feltaláló, madárbarát (* 1884)
- március 31. – Paul Landowski lengyel-francia szobrász (* 1875)
- április 2. – Hacsatur Kostojanc szovjet-örmény neurofiziológus, az MTA tagja (* 1900)
- április 9. – I. Zogu albán király (* 1895)
- április 12. – Sarkadi Imre Kossuth-díjas magyar író (* 1921)
- május 6. – Lucian Blaga román író, költő, filozófus (* 1895)
- május 13. – Gary Cooper kétszeres Oscar-díjas amerikai színész (* 1901)
- május 30. – Zimmer Ferenc magyar újságíró, szerkesztő (* 1885)
- július 2. – Ernest Hemingway irodalmi Nobel-díjas amerikai regényíró, novellista, újságíró (* 1899)
- július 8. – Byssz Róbert festő, karikaturista, grafikus, újságíró. (* 1893)
- július 10. – Rajnai Gábor színművész, érdemes művész (* 1885)
- július 16. – Roska Márton régész (* 1880)[23]
- augusztus 4. – Tildy Zoltán lelkész, politikus, köztársasági elnök (* 1889)
- augusztus 12. – Vedres Márk magyar szobrászművész (* 1870)
- augusztus 15. – Stanisław Łepkowski lengyel jogász, diplomata, volt nagykövet Budapesten (* 1892)
- augusztus 27. – Rózsahegyi Kálmán színész, tanár (* 1873)
- szeptember 6.
  - Bánó Iván magyar földbirtokos, gazdasági főtanácsos, országgyűlési képviselő (* 1888)
  - Wolfgang Berghe von Trips Formula–1-es autóversenyző (* 1928)
- szeptember 15. – Bencs Zoltán magyar minisztériumi tisztviselő, kultúrpolitikai és filmes szakember, országgyűlési képviselő (* 1889)
- szeptember 18. – Dag Hammarskjöld svéd Nobel-békedíjas diplomata, az ENSZ második főtitkára (* 1905)
- szeptember 28. – Jávorka Sándor Kossuth-díjas botanikus, az MTA tagja (* 1883)
- november 3. – Kuffner Raoul magyar üzletember, Tamara de Łempicka emigráns lengyel festő férje (* 1886)
- november 21. – Mező Ferenc, magyar sporttörténész, tanár, olimpiai bajnok (* 1885)
- november 25. – Györgyi Dénes magyar építész, a Györgyi-Giergl művészcsalád tagja (* 1886)
- december 15. – Csörgey Titusz ornitológus, festőművész (* 1875)
- december 23. – Kurt Meyer SS-tiszt, háborús bűnös (* 1910)

## Nobel-díjasok
- A Nobel-díjat a svéd Alfred Nobel alapította, 1901 óta adják át, melyet a Svéd Királyi Tudományos Akadémia ítél oda a tudomány, az irodalom és humanitárius területen kimagasló eredményt elért magánszemélyeknek, illetve intézményeknek.

| Fizikai            | Robert Hofstadter, Rudolf Ludwig Mössbauer      |
| Kémiai             | Melvin Calvin                                   |
| Orvosi-fiziológiai | Békésy György                                   |
| Irodalmi           | Ivo Andrić                                      |
| Béke               | Dag Hjalmar Agne Carl Hammarskjöld (posztumusz) |